# Пор-Кро
Пор-Кро (фр. Île de Port-Cros) — один з трьох найбільших островів Єрського архіпелагу. Острів належить Франції й розташований всього за декілька км від Лазурового берега. Острів Пор-Кро разом з сусіднім Боро утворює Національний парк Пор-Кро.

## Історія
У 1531 році Франциск І відвідав Гієри і, дізнавшись від мешканців про піратські напади, доручив Бертрану д'Орнесану побудувати на островах укріплення для захисту від піратів. Він підніс три острови до статусу маркізату 13 лютого 1532 року. У 1549 році цей маркізат перейшов до Крістофа де Роккендорфа. Щоб привабити колоністів, він надав притулок кримінальним злочинцям, але вони спричинили не менше безладу, ніж пірати, від яких мали стати щитом.  У 1617 році обіцяні укріплення ще не були побудовані, але під керівництвом кардинала Рішельє почалося будівництво Тур-де-л'Еміненс, форту Естіссак і форту в Порт-Ман. Людовик XIV боровся з піратством у регіоні, але відсутність значного гарнізону призвела до того, що англійці пограбували Порт-Крос у 1700 році і вторглися в 1742 році, перш ніж були вигнані Жаном-Фредеріком Феліпо, графом Морепасом.
Коли на початку 1920-х років природа Пор-Кро перебувала під загрозою масової забудови готелями, приватні власники острова вирішили передати Пор-Кро французькій державі за умови, що весь острів буде проголошений національним парком і ніколи не забудовуватиметься.
На острові свого часу відпочивали французькі письменники Поль Валері та Андре Жід, бував український письменник Володимир Винниченко. На острові досі існує лише один готель, це колишній маєток власників острова, що називається «Дім Єлени». Колишній французький президент Франсуа Міттеран регулярно проводив на острові свою відпустку.
Під час Другої світової війни, під час вторгнення союзників у Прованс, 15 серпня 1944 року на острові відбулася битва за Порт-Крос, в якій німецький гарнізон зі 150 чоловік бився проти загону американських і канадських коммандос, відомих як «Бригада диявола». Острів був захоплений союзниками 17 серпня 1944 року.
Коли мадам Генрі, власниця острова, померла в 1966 році, вона заповіла острів державі, за винятком готелю Le Manoir, який успадкував її внучатий племінник П'єр Буффет. Національний парк Порт-Крос був створений у 1963 році. Фотограф Ян Артюс-Бертран працює над реставрацією форту в Порт-Ман.

## Галерея

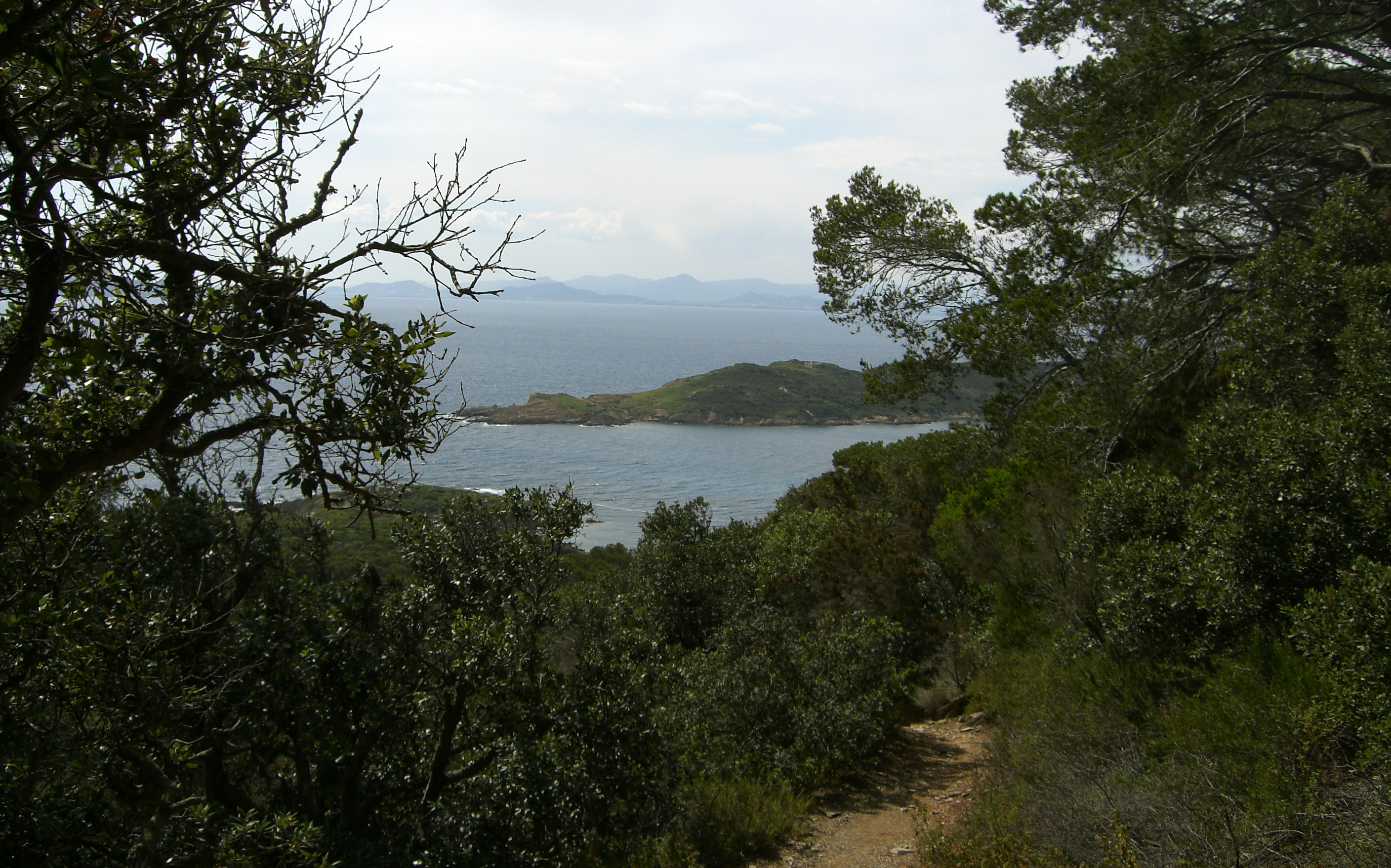
Національний парк Пор-Кро.
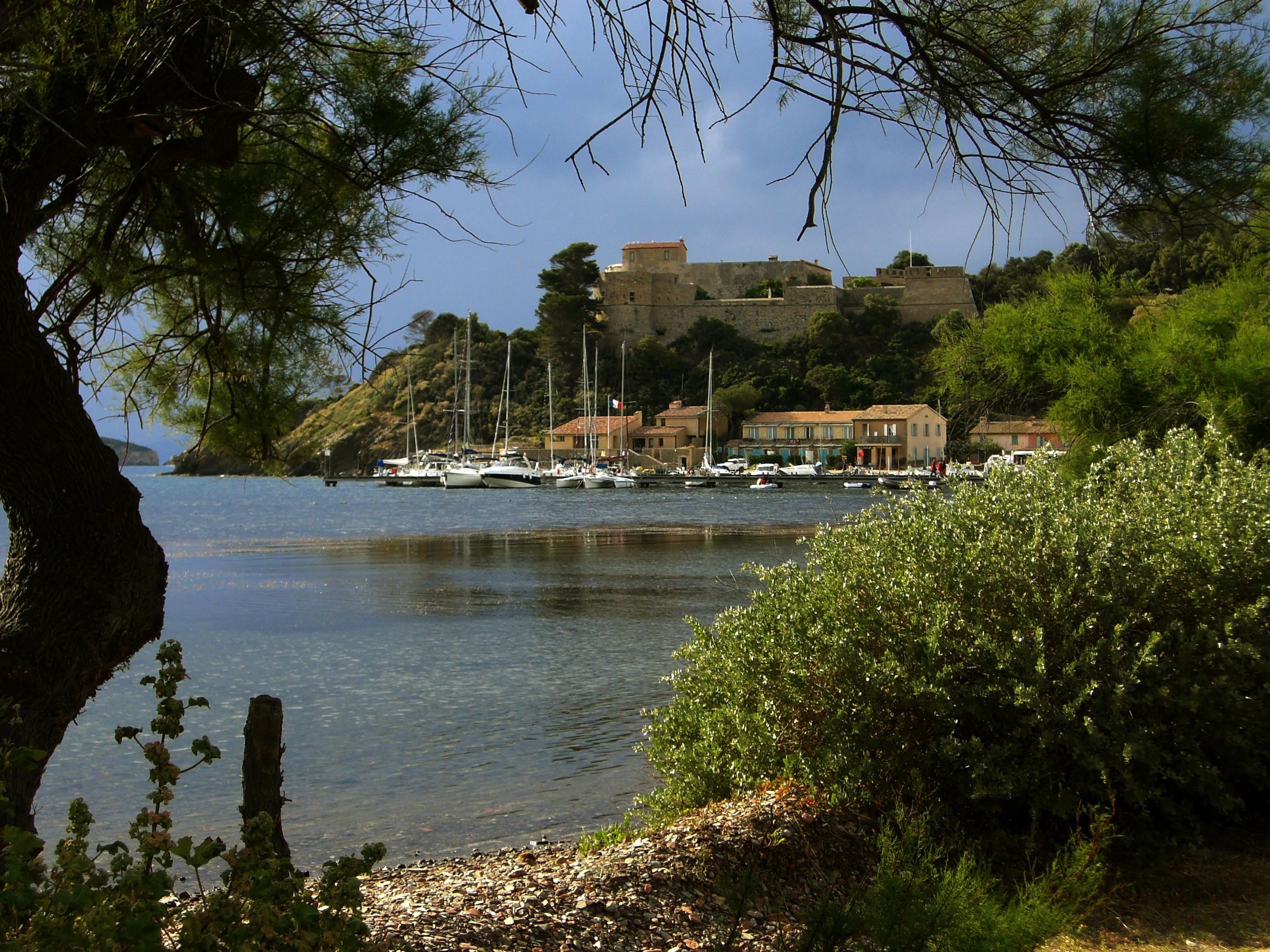
Гавань і колишня фортеця Пор-Кро.
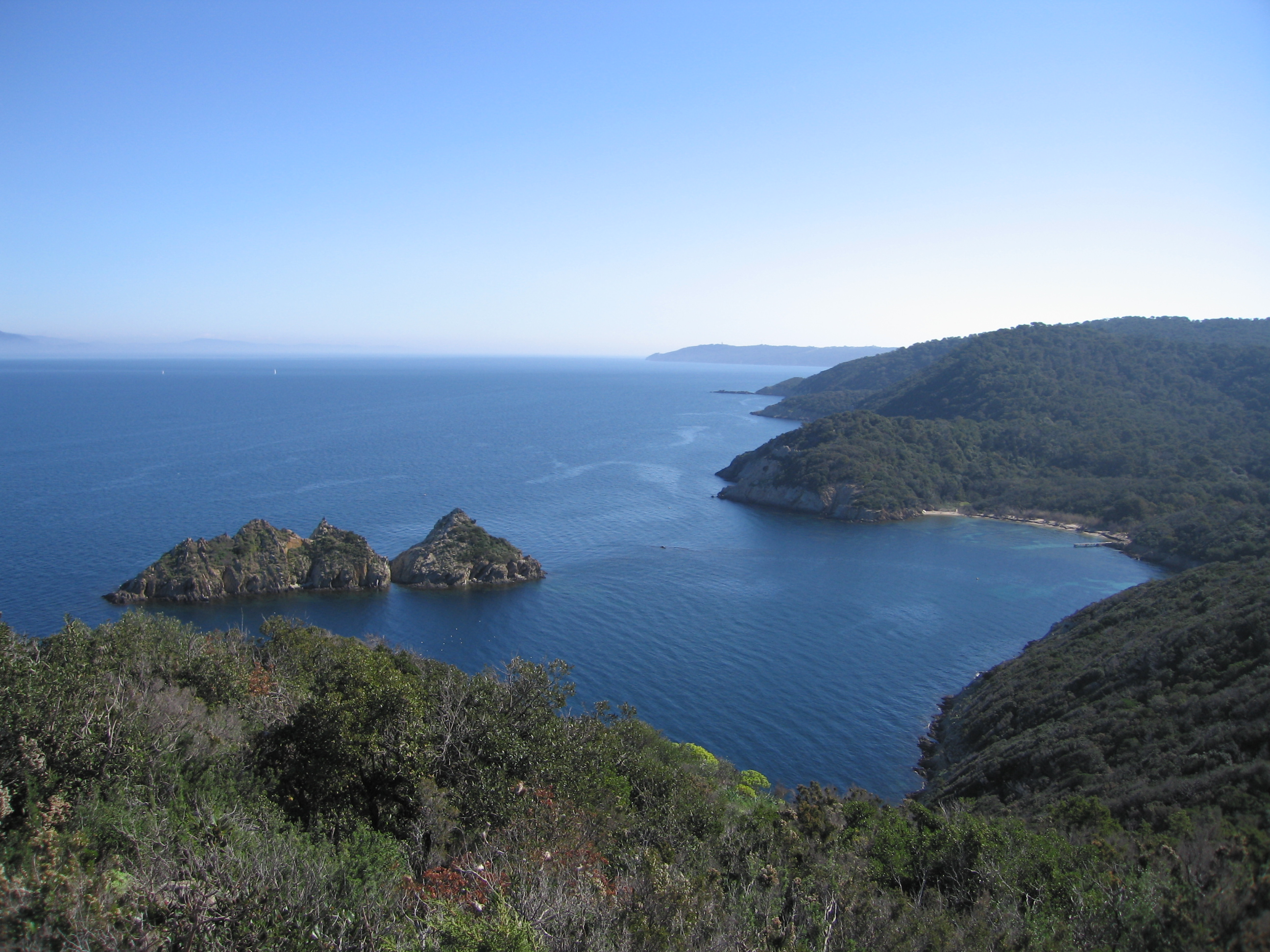
Пляж де ла Палюд та скеля Раскас.
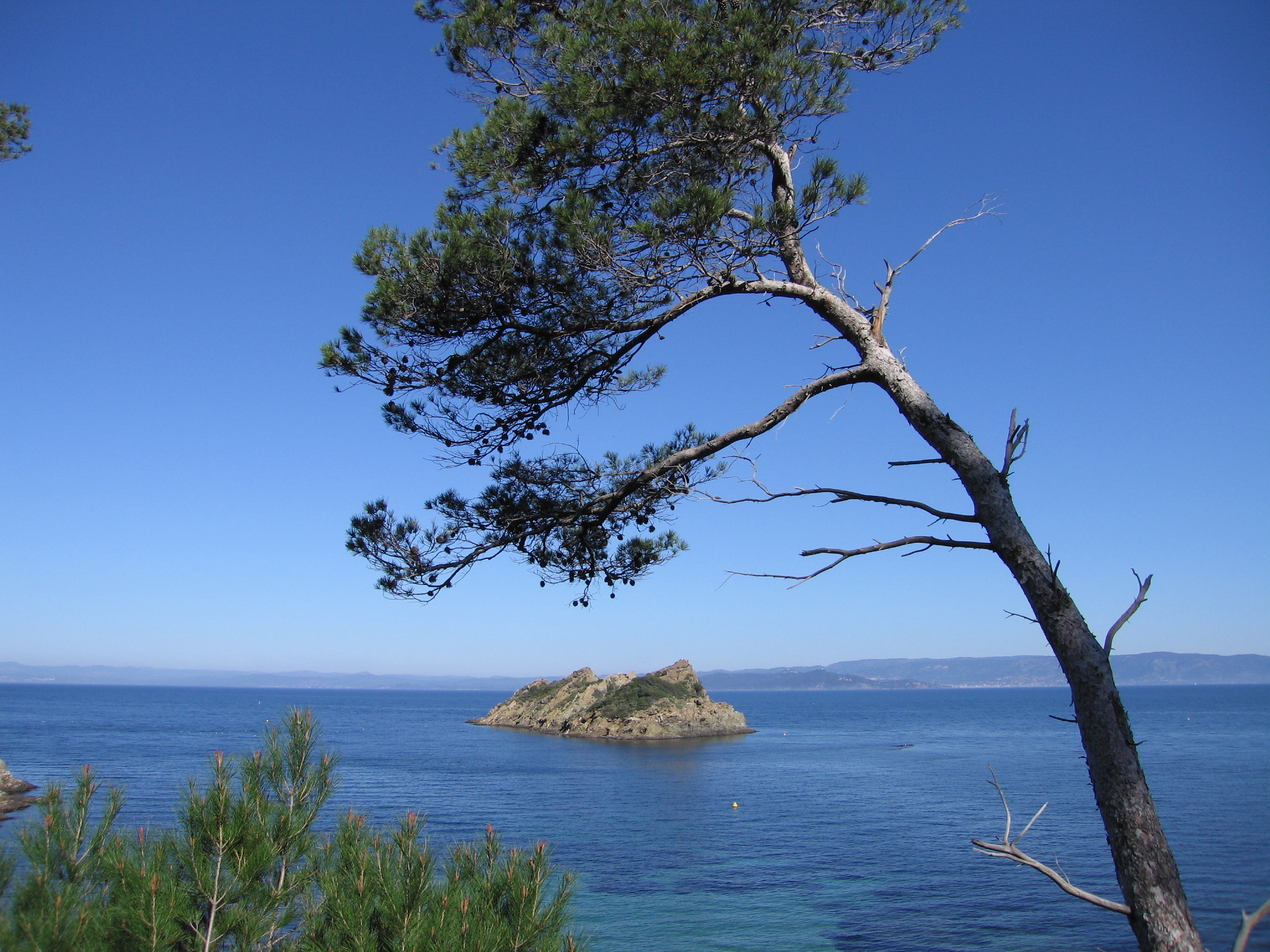
Скеля Раскас